# Gramatyczność
Gramatyczność, gramatykalność – termin odnoszący się do wypowiedzeń, oznaczający zgodność danego wypowiedzenia z zasadami gramatyki, które zostały zinternalizowane przez (rodzimego) użytkownika języka. Gramatyczność komunikatu językowego nie świadczy automatycznie o jego akceptowalności, która jest uzależniona również od czynników semantycznych.
Gramatycznymi nazywa się takie wypowiedzenia, które są uznawane przez native speakerów za dopuszczalne (w sposób skonwencjonalizowany). Gramatyczność ma charakter względny i różni się na gruncie różnych odmian języka – np. dane zdanie może być gramatyczne w pewnym dialekcie, ale niegramatyczne w języku standardowym. Umiejętność generowania sformułowań gramatycznych charakteryzuje każdego użytkownika języka. Jednakże nie wszystkie spontaniczne wypowiedzenia są gramatyczne; również wypowiedzenia pozbawione tej cechy mogą być odnotowywane przez gramatyki opisowe.
W tradycji normatywistycznej (m.in. w nauczaniu języka) gramatyczność to zgodność danego wypowiedzenia z usankcjonowanymi normami gramatycznymi, nawiązującymi zwykle do pewnego „wyższego” lub literackiego rejestru języka. Lingwistyczne pojęcie gramatyczności jest jednak pozbawione implikacji preskryptywnej, sugerowanej przez potoczne poglądy. Kwestia dopuszczenia danego wypowiedzenia przez gramatykę normatywną nie rzutuje na jego gramatyczność w ujęciu językoznawczym.
Nie zawsze wprowadza się ścisłe rozróżnienie między gramatycznością a szerzej pojmowaną akceptowalnością. Różnicę między gramatycznością a akceptowalnością uwydatnia zdanie Colourless green ideas sleep furiously. Gramatyczność uważa się za pojęcie binarne (dane wypowiedzenie albo jest gramatyczne, albo nie jest), akceptowalność może zaś występować w różnym stopniu nasilenia. Można przyjąć, że akceptowalność odnosi się do intuicji native speakera (która ocenia wypowiedzenie nie tylko pod kątem gramatyczności, ale również innych wzorców), a gramatyczność do zasad gramatyki sformułowanych na podstawie rodzimej znajomości języka. W praktyce zdarza się, że native speakerzy, pozbawieni odpowiedniej wiedzy lingwistycznej, nie odróżniają wypowiedzeń niegramatycznych od wypowiedzeń bezsensownych (uważanych za takie ze względów semantycznych, nie zaś formalno-syntaktycznych).
W opisach lingwistycznych wypowiedzenia niegramatyczne i nieakceptowalne oznacza się gwiazdką lub znakiem zapytania.